# Mariakerke (Gand)
Pour les articles homonymes, voir Mariakerke.

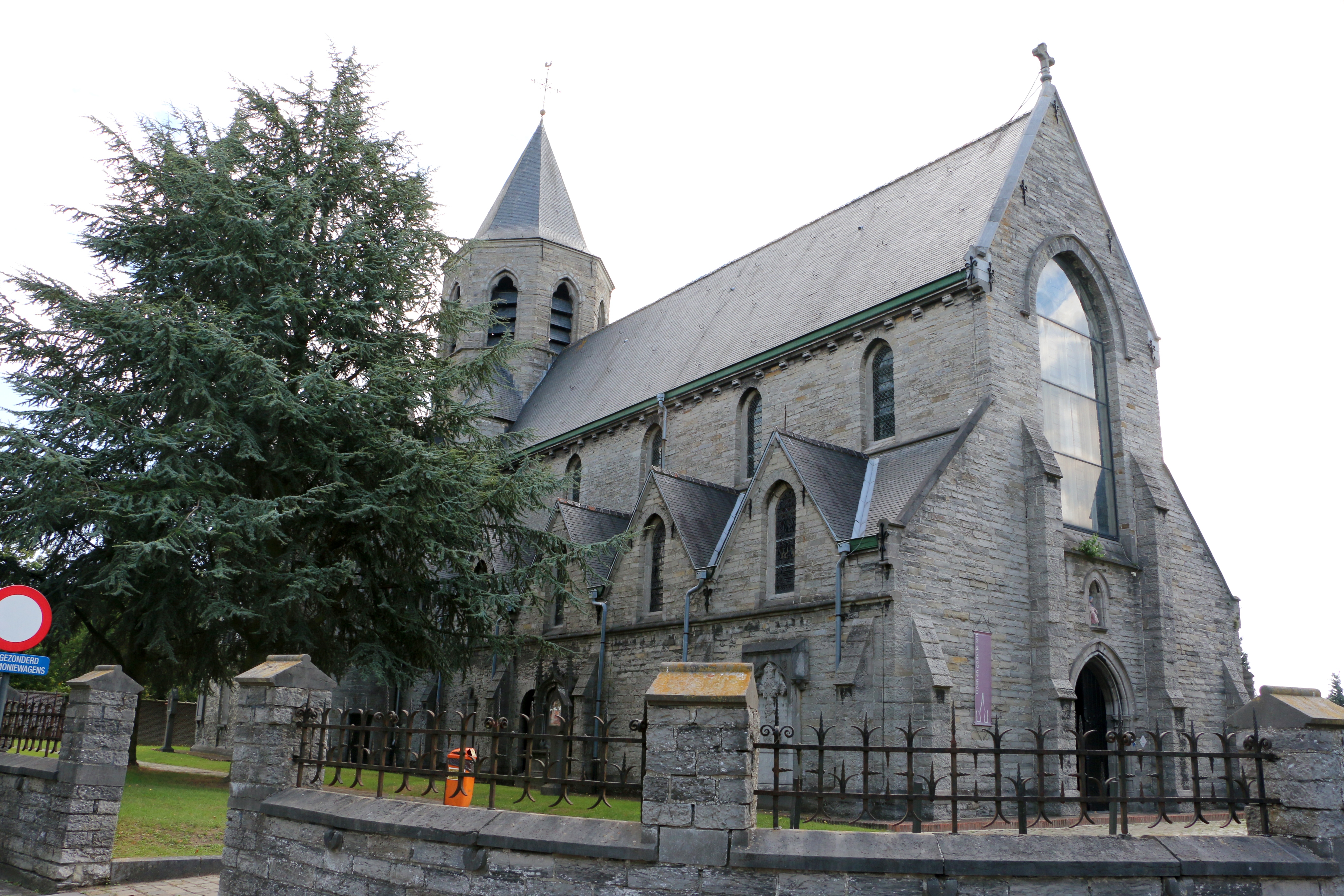

Mariakerke est une section de la ville belge de Gand située en Région flamande dans la province de Flandre-Orientale.

## Personnalités liées
- François Aubertin (1773-1821), graveur, y vécut à la fin de sa vie.